# Gasmac Gilmore
Gasmac Gilmore ist eine 2002 entstandene Wiener Rockband. Ihr musikalischer Stil ist eine „Mixtur aus trashigen Beats, Klezmer-Einflüssen und brachialem Heavy Metal“.

## Geschichte
Gegründet wurde Gasmac Gilmore von Matthias Wick (Gesang, Gitarre) und Max Berner (Schlagzeug) 2002 in Wien. Die weiteren Bandmitglieder sind Elias Berner (Gitarre) und Victor-Ezio (Bass). Aufsehen erregte Gasmac Gilmore im Februar 2006, als sie in Wien einen U-Bahn-Waggon der Linie U4 kaperte und von Hütteldorf bis zur Endstation Heiligenstadt das „1. Wiener U-Bahn-Konzert“ spielte. Es folgten unter anderem Gastspiele in einem Lastkahn (Boot) auf dem Donaukanal und in einer Telefonzelle.
Für ihr Album About Boys and Dogs wurden sie 2009 mit dem Austrian Newcomer Award ausgezeichnet. Es folgte die Zusammenarbeit mit dem Deutsch-Türkischen Produzenten Kader Kesek und das Album Dead Donkey welches 2011 in Berlin gemeinsam mit Niko Stössel aufgenommen wurde. 2013 konnte die Band am Eurosonic Festival (NL) die internationalen Festivalveranstalter überzeugen und sind seither in Österreich, der Schweiz, Deutschland, Rumänien, Italien, Tschechien, Slowakei und den Niederlanden auf allen wichtigen Festivals vertreten. Internationale Gastmusiker aus der Worldmusic Szene verleihen dem Ensemble bei den Live-Auftritten einen zusätzlichen Balkan- und Klezmerflair.
2017 entstand das Album Begnadet für das Schöne. Produziert in London von James LeRock Loughrey veröffentlichten Gasmac Gilmore zum ersten Mal ein Album in zwei Sprachen. Alle 10 Songs gibt es jeweils in einer englischen und in einer deutschen Version.
Ende 2018 verließ Leadsänger Matthias Wick die Band und Gasmac Gilmore formierte sich neu rund um das Hip-Hop-Duo Esrap. Esrap, das sind die Geschwister Esra und Enes Özmen, im alten Wiener Arbeiterbezirk Ottakring aufgewachsen, haben im Hip-Hop das perfekte Medium gefunden, um Gehör zu finden und der eigenen Lebenswelt mit all ihren Konflikten Anerkennung zu verschaffen. Die Rapperin Esra, eine Powerfrau mit Kunstdiplom und wallender Lockenpracht, fegt mit ihren beinharten Raps über den Beat wie ein Orkan. Ihr jüngerer Bruder Enes, singt die sentimentalen Arabesken in den meist türkischsprachigen Refrains und Gasmac Gilmore lassen mit rasender Polka, harten Metal-Riffs und pulsierenden Balkanbläser a la Kusturica die Grenzen zwischen Ost und West, Härte und Ironie verschwinden.
2019 erschien der erste Tonträger Freunde dabei unter dem neuen Bandnamen Esrap & Gasmac Gilmore.

## Ehrungen und Auszeichnungen
2009 wurde die Band mit dem „Austrian Newcomer Award“ für ihr Album About Boys and Dogs ausgezeichnet.

## Diskografie
| Jahr | Titel                                  | Produzent      | Label/Vertrieb           |
| ---- | -------------------------------------- | -------------- | ------------------------ |
| 2004 | Sicknum (Album)                        | Gasmac Gilmore |                          |
| 2005 | Zirkus (Single)                        | Gasmac Gilmore | Hugemusic                |
| 2006 | Little Lucy (Album)                    | Gasmac Gilmore | Hugemusic                |
| 2008 | About Boys and Dogs (Album)            | Gasmac Gilmore | Fastball/Sony Music      |
| 2012 | Dead Donkey (Album)                    | Kader Kesek    | Monkey Music/Roughtrade  |
| 2012 | The Monkey March (Single)              | Kader Kesek    | Monkey Music/Roughtrade  |
| 2017 | Fantastisch (Single)                   | James Loughrey | Soundtopeople/Sony Music |
| 2017 | Begnadet für das Schöne (Album)        | James Loughrey | Soundtopeople/Sony Music |
| 2019 | Freunde dabei - Esrap & Gasmac Gilmore | Gasmac Gilmore | Springstoff/Indigo       |

## Filmmusik
- 2005: Zirkus (Animationsfilm, Regie: Max Berner)
- 2008: Mama, muy bien (Splatter-Video, Regie: Max Berner, Julian Berner)
- 2009: Krankheit der Jugend (Kinofilm, Regie: Dieter Berner)